# Loch of the Lowes
Loch of the Lowes är en sjö i Storbritannien.   Den ligger i kommunen Scottish Borders och riksdelen Skottland, i den centrala delen av landet, 500 km norr om huvudstaden London. Loch of the Lowes ligger 248 meter över havet. Arean är 0,30 kvadratkilometer. I omgivningarna runt Loch of the Lowes växer i huvudsak blandskog. Den sträcker sig 1,3 kilometer i nord-sydlig riktning, och 0,5 kilometer i öst-västlig riktning.